# Georgi Raykov
Georgi Raykov est un lutteur bulgare spécialiste de la lutte gréco-romaine né le 18 octobre 1953 à Sofia et mort le 12 août 2006.

## Biographie
Georgi Raykov participe aux Jeux olympiques d'été de 1980 à Moscou dans la catégorie des poids lourds et remporte la médaille d'or.